# ندیم

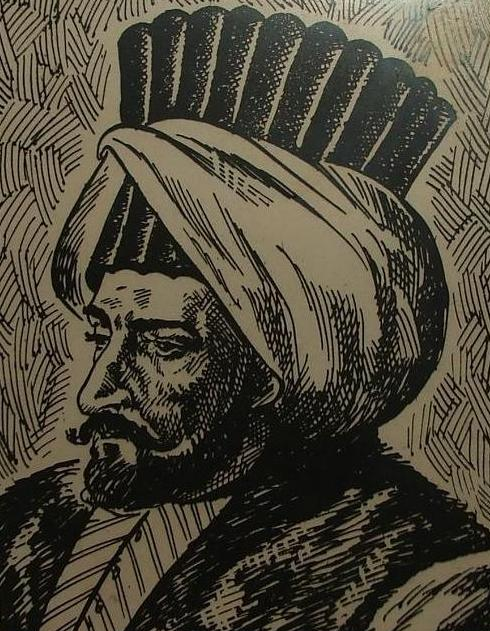
احمد ندیم افندی، یکی از مشهورترین شاعران عثمانی

احمد ندیم افندی (حدود ۱۶۸۱–۳۰ اکتبر ۱۷۳۰) تخلص یکی از سرشناس‌ترین شاعران عثمانی بود. او شهرت خود را به‌ویژه در زمان سلطنت احمد سوم که به عصر لاله شناخته می‌شود، بین سال‌های ۱۷۱۸ تا ۱۷۳۰ به دست آورد. هم زندگی و هم کارهای او غالباً نمایانگر نگرش آرام و تأثیرات اروپایی آن زمان است.  ندیم در زمان خود به سبب شعرهای رذیلانه و به‌ویژه به خاطر وارد کردن اشعار عامیانه سنت ترکی به دربار شناخته می‌شد.

## زندگی
ندیم با نام واقعی احمد، در حدود سال ۱۶۸۱ در قسطنطنیه به دنیا آمد. پدر وی، مهمد افندی، در زمان سلطنت ابراهیم اول قاضی نظامی بود. ندیم تحصیلات خود را در سنین جوانی و در یک مدرسه آغاز کرد و عربی و فارسی را فراگرفت. وی پس از پایان تحصیلات، به عنوان دانشمند احکام اسلامی به کار خود ادامه داد.
او برای شناخته شدن بیشتر چندین قصیده در ستایش علی پاشا، وزیر اعظم عثمانی نوشت. با این وجود جایگاه او به عنوان شاعر در دوره وزیر بعدی یعنی ابراهیم پاشا تثبیت شد و او توانست به دربار راه پیدا کند. پس از آن بود که ندیم به وزیر اعظم که از او پشتیبانی می‌کرد، بسیار نزدیک شد. دوره کاری ابراهیم پاشا در حکومت عثمانی هم‌زمان با دوره لاله‌ها در این کشور بود که هم به خاطر دستاوردهای زیبایی‌شناختی و هم تزلزل شناخته می‌شود. به همین دلیل ندیم را اغلب «شاعر دوره لاله» می‌نامند. گمان می‌رود که ندیم مشروبات الکلی و تریاک مصرف می‌کرده است.
با اینکه مشخص است ندیم در سال ۱۷۳۰ و در جریان شورش ینی‌چری که پاطرونا خلیل آن را آغاز کرده بود، درگذشت، اما داستان‌های متناقضی درباره چگونگی مرگ وی وجود دارد. مشهورترین داستان دربارهٔ علت مرگ، سقوط او از پشت‌بام خانه خود در منطقه بشیکتاش استانبول هنگام تلاش برای فرار از دست شورشیان است. با این حال داستان دیگری ادعا می‌کند که وی در اثر نوشیدن بیش از حد درگذشت و در یک داستان سوم او از هراس بیش از اندازه از شکنجه‌هایی که بر ابراهیم پاشا و همراهان او شد، درگذشت. ندیم در منطقه اسکدار استانبول دفن شده‌است.

## آثار

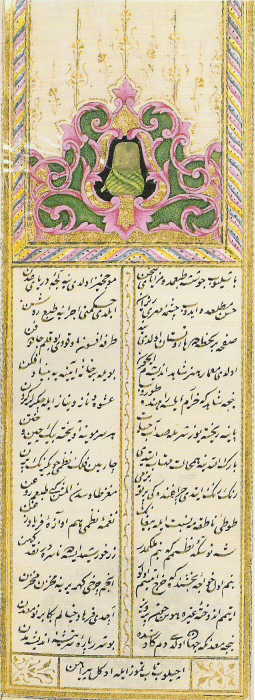
صفحه‌ای از دیباچه دیوان ندیم.

هم‌اکنون ندیم به همراه فضولی و باکی یکی از سه شاعر بزرگ در شعر دیوانی عثمانی به شمار می‌رود.
او در قصاید و شعرهای گاه و بی‌گاه خود، که برای جشن‌ها، عروسی‌ها، پیروزی‌ها، ختنه و امثال آن نوشته شده‌است، عموماً شاعری نسبتاً سنتی بود چنانکه او از بسیاری از وام‌واژه‌های فارسی و عربی در کارهای خود بهره می‌برد و تقریباً همان الگوهای تصویری و نمادگرایی را به کار می‌گرفت که در طی چندین قرن هدایت‌گر سنت دیوانی بودند. با این وجود او در ترانه‌ها (şarkı) و برخی ازغزل‌هایش نوآوری خود از نظر محتوا و زبان را نشان می‌داد.
مهم‌ترین نوآوری ندیم از نظر محتوا توصیف شهر استانبول بود. این را می‌توان به عنوان مثال در بیت زیر که بخشی از مدیحه ابراهیم پاشا در ستایش استانبول است، دید:
بو شهر ستنبول که بیمثل و بهادر
بر سنگکه یکپاره عجم ملکی فداءدر
Bu şehr-i Sıtanbûl ki bî-misl-ü behâdır
Bir sengine yekpâre Acem mülkü fedâdır
این شهر استانبول، بی‌مثال و بی‌همتا!
من تمام سرزمین فارس را فدای یکی از سنگ‌های تو می‌کنم!
این شعر به مانند برخی از مثال‌های شعر فارسی است که در آن‌ها برای مدح و ستایش چیزی، شهر یا زیبایی بزرگی را فدا آن چیز می‌کنند.

## یادکرد
1. ↑  Salzmann, Ariel (2000) "The Age of Tulips: Confluence and Conflict in Early Modern Consumer Culture (1550-1730)" p. 90 In Quataert, Donald (ed.) (2000) Consumption Studies and the History of the Ottoman Empire, 1550-1922: An Introduction Albany State University of New York Press, Albany, New York, pp. 83-106, شابک ‎۰−۷۹۱۴−۴۴۳۱−۷
2. ↑  Silay, Kemal (1994) Nedim and the Poetics of the Ottoman Court: Medieval Inheritance and the Need for Change Indiana University, Bloomington, Indiana, p. 72-74, شابک ‎۱−۸۷۸۳۱۸−۰۹−۸
3. 1 2  Orga, Atesh (ed.) (2007) "Istanbul: Portrait of a City" Istanbul: A Collection of the Poetry of Place Eland, London, p. 40, شابک ‎۹۷۸−۰−۹۵۵۰۱۰۵−۹−۰
4. ↑  Gölpınarlı 85
5. ↑  Mansel 80